# CFR Cluj
CFR Cluj, bildad 1907, är en fotbollsklubb i staden Cluj-Napoca i Rumänien. I UEFA Intertoto Cup 2005 fick klubben mycket uppmärksamhet runtom i Europa då man slog spanska Athletic Bilbao och franska AS Saint-Étienne och blev första rumänska klubben någonsin som gått vidare till final i cupen. Där förlorade man dock mot franska RC Lens.
Säsongen 2007/2008 blev klubben rumänska mästare för första gången. CFR Cluj spelade i gruppspelet i UEFA Champions League säsongen 2012/2013.

## Svenska spelare i klubben
- Niklas Sandberg (2007-2008)
- Mikael Dorsin (2008)

## Meriter
- Liga I (8): 2007/2008, 2009/2010, 2011/2012, 2017/2018, 2018/2019, 2019/2020, 2020/21, 2021/22
- Liga II (2): 1968/1969, 2003/2004
- Liga III (7): 1946/1947, 1982/1983, 1985/1986, 1988/1989, 1990/1991, 1995/1996, 2001/2002
- Rumänska cupen (4): 2007/2008, 2008/2009, 2009/2010, 2015/2016
- Rumänska supercupen (3): 2009, 2010, 2018